# José Carlos da Silva José
José Carlos da Silva José (Vila Franca de Xira, 1941. szeptember 22. – 2025. április 26.)  portugál válogatott labdarúgó, hátvéd, edző.

## Pályafutása

### A válogatottban
1961 és 1971 között 36 alkalommal szerepelt a portugál válogatottban. Részt vett az 1966-os világbajnokságon.

## Sikerei, díjai

### Játékosként
Sporting
- Portugál bajnok (3): 1965–66, 1969–70, 1973–74
- Portugál kupa (4): 1962–63, 1970–71, 1972–73, 1973–74
- Kupagyőztesek Európa-kupája (1): 1963–64

Portugália
- Világbajnoki bronzérmes (1): 1966

### Edzőként
Boavista
- Portugál kupa (1): 1978–79

## Jegyesek
1. ↑  Morreu José Carlos: Magriço e vencedor da Taça das Taças deixa Sporting e futebol português de luto (portugál nyelven)